# Ексі
Е́ксі (ест. Äksi alevik) — селище в Естонії, у волості Тарту повіту Тартумаа.

## Населення
Чисельність населення на 31 грудня 2011 року становила 437 осіб.

## Географія
Селище лежить на березі озера Саад'ярв.